# Castell d'Ardèvol
El castell d'Ardèvol o Torre d'Ardèvol és un edifici del municipi de Pinós (Solsonès) declarat bé cultural d'interès nacional.

## Situació
La torre del castell d'Ardèvol és situada al cim d'una petita penya, al centre del poble del mateix nom, al costat de l'església parroquial de Santa Maria que en fou església parroquial. El centre administratiu és prop del santuari de Santa Maria de Pinós, al cim de la serra de Pinós (931 m). El castell d'Ardèvol, bastit en un lloc elevat, es construiria vers l'any 1000, juntament amb els de Pinós, Vallferosa, Torà, Peracamps, etc., per a controlar el sector oriental de la frontera comtal que el Comtat d'Urgell tenia amb les terres dominades pels musulmans. La serra de Pinós, igual que la propera serra de Castelltallat, situada més al sud, té una alineació SO-NE formant part del conjunt de serres interiors de la Depressió Central Catalana.

## Història
L'any 975, en un document comtal de donació, és esmentada la serra d'Ardèvol, que devia ésser l'extrem meridional del comtat d'Urgell zona límit amb l'anomenada marca de Berga. El 986, en un altre document, se situa el castell de Figuerola dins el terme d'Ardèvol; no s'esmenta de manera palesa però és gairebé segur que en aquest moment a Ardèvol ja hi havia un castell. L'any 1027 trobem una església de Sant Just situada al terme del castell d'Ardèvol. Després d'aquesta data, és esmentat diverses vegades com a afrontació o bé com a punt de referència per situar béns immobles en diversos documents.
El primer document que fa esment d'un senyor d'Ardèvol és del segle xiii. El 1222 hi ha un Guerau d'Ardèvol; el 1273, un Ponç d'Ardèvol. Des de l'any 1314, el castell pertanyia al Vescomtat de Cardona i des de l'any 1375 fou del comtat cardoní.

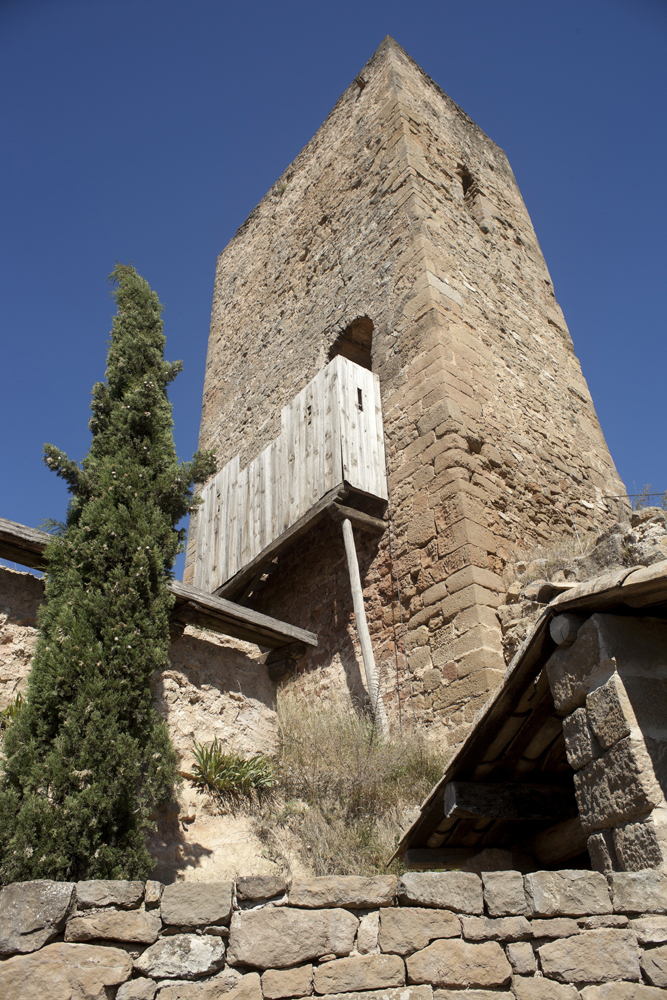
Castell d'Ardèvol. Porta de la torre primiva (juliol 2011)

## Arquitectura
Inicialment a Ardèvol s'hi construí una torre de planta rectangular que és l'edifici que veiem actualment. Uns segles més tard, tot aprofitant la torre paral·lelepipèdica, es bastí una torre circular que caigué els anys 1930. La torre rectangular té el costat llarg de 8 m i el costat curt de 4,70; un gruix de parets de 150 cm i una alcària d'uns 15 m. el que fa a l'aparell constructiu, els carreus situats als angles, que són els llocs més febles de l'edifici, són grossos, ben treballats i polits. La resta de les pedres del mur són molt poc treballades. En algun cas, foren col·locades inclinades, formant una mena d'opus spicatum. El morter, molt abundant, és compost de calç i fragments de pedretes.
La porta és situada a uns 6 m de la base a la façana nord-oest. L'arc és compost d'una vintena de lloses i a la part inferior encara es pot veure la marca de les llates de la cintra que suportaven les lloses quan es feu l'arc. Aquesta porta estaria tapiada mentre existí la torre circular, que tenia la porta d'entrada més amunt. La torre circular que recobria la rectangular tindria un 11 m de diàmetre, segons un pla fet per Puig i Boada l'any 1918 i era feta amb carreus d'uns 25 x 40 cm.
La torre primigènia degué ser construïda vers mitjan segle x, quan s'organitzà la frontera dels comtats cristians. La torre circular, més forta, a final del segle xi o ja al segle xii, en la conquesta de les darreres terres de Lleida encara en mans dels musulmans. I si la torre rectangular devia ser comtal, la circular ja la devia bastir el senyor del lloc.